# Feeling Strangely Fine
Feeling Strangely Fine es el segundo álbum de estudio de la banda de rock alternativo estadounidense Semisonic, publicado en 1998.

## Lista de canciones
Todas las canciones escritas y compuestas por Dan Wilson, excepto donde se indica. 
| N.º | Título                                                      | Escritor(es)           | Duración |  |
| 1.  | «Closing Time»                                              |                        | 4:33     |  |
| 2.  | «Singing in My Sleep»                                       |                        | 4:30     |  |
| 3.  | «Made to Last»                                              |                        | 5:02     |  |
| 4.  | «Never You Mind»                                            | Wilson, Jacob Slichter | 4:24     |  |
| 5.  | «Secret Smile»                                              |                        | 4:39     |  |
| 6.  | «DND»                                                       |                        | 4:11     |  |
| 7.  | «Completely Pleased»                                        |                        | 3:19     |  |
| 8.  | «This Will Be My Year»                                      | Slichter               | 4:32     |  |
| 9.  | «All Worked Out»                                            |                        | 2:52     |  |
| 10. | «California»                                                |                        | 5:29     |  |
| 11. | «She Spreads Her Wings»                                     | John Munson            | 3:06     |  |
| 12. | «Gone to the Movies»                                        |                        | 3:52     |  |
| 13. | «Sculpture Garden» (pista adicional de la edición japonesa) |                        | 2:51     |  |

## Créditos y personal
Semisonic
- John Munson – bajo, voz, guitarra, moog, guitarra slide, piano, loops
- Jacob Slichter – percusiones, voz, director de orquesta, piano, arreglo de cuerdas, piano Rhodes, Wurlitzer, mellotron, moog, loops, arreglo de flautas
- Dan Wilson – voz, guitarra, piano, arreglo de cuerdas, Rhodes, whistle sintetizada, loops, arreglo de flautas

Personal adicional
- Bruce Allard – cuerdas
- Mary Bahr – cuerdas
- Carolyn Boulay – cuerdas
- Troy Gardner – cuerdas
- Josh Koestenbaum – cuerdas
- Matt Wilson – guitarra principal

## Certificaciones
| Región                | Certificación | Ventas    |
| --------------------- | ------------- | --------- |
| Canadá (Music Canada) | Oro           | 50 000    |
| Reino Unido (BPI)     | Platino       | 350 000   |
| Estados Unidos (RIAA) | Platino       | 1 000 000 |

## Listas

### Posicionamiento en listas
| Lista (1998–99)           | Mejor posición |
| ------------------------- | -------------- |
| Canadian RPM Albums Chart | 55             |
| New Zealand Albums Chart  | 17             |
| UK Albums Chart           | 16             |
| U.S. Billboard 200        | 43             |

### Listas de fin de año
| Lista (1998)       | Posición |
| ------------------ | -------- |
| U.S. Billboard 200 | 114      |
| Lista (1999)       | Posición |
| UK Albums Chart    | 69       |
| Lista (2000)       | Posición |
| UK Albums Chart    | 161      |